# 大教宣布
大教宣布詔（たいきょうせんぷのみことのり）は、1870年2月3日（明治3年1月3日）に明治天皇の名により出された詔書。天皇に神格を与え、神道を国教と定めて、日本（大日本帝国）を「祭政一致の国家」とする国家方針を示した。
{{quote|朕恭惟天神天祖、立極垂統、列皇相承、継之述之。祭政一致、億兆同心。治教明於上、風俗美於下。而中世以降、時有污隆、道有顕晦、治教之不洽也久矣。今也、天運循環、百度維新、宜明治教以宣揚惟神大道也。因新命宣教使以布教天下。汝群臣眾庶、其體斯旨。}}

## 解説
明治維新後、復古神道を奉じる平田派の国学者を中心に祭政一致論が高まり、明治2年7月8日に神祇官内に宣教使が設置され、宣教長官に中山忠能・同次官に福羽美静が任命された。福羽は神祇官が神祇省と改められた後には事実上の最高責任者である神祇大輔を務めている。
続いて、時の明治天皇の名によりこの詔書が出され、「治教を明らかにして惟神の道を宣揚すべし」という理念が打ち出された。直接的にはキリスト教を排撃し、宣教使による神道振興と国家的保護を打ち出している。
だが、廃仏毀釈による混乱や未だ地方政府としての機能を有していた藩の儒教・仏教重視理念との対立、神祇省内部の国学者間の路線対立、更に欧米からのキリスト教弾圧停止要求も重なって神道国教化の動きは不振が続き、明治5年3月14日（1872年4月21日）の教部省設置と宮中祭祀の切り離し、宣教使の廃止によって大教宣布は見直しを迫られることとなり、大教宣布の路線の再建・強化を目指した大教院が翌年に設置されることとなる。